# Nechanice (Nové Mitrovice)
Nechanice (německy Nechanitz) jsou vesnice, část obce Nové Mitrovice v okrese Plzeň-jih v Plzeňském kraji. Nachází se asi 3,5 kilometru západně od Nových Mitrovic. Je zde evidováno 52 adres. V roce 2011 zde trvale žilo 54 obyvatel.
Nechanice leží v katastrálním území Nechanice u Nových Mitrovic o rozloze 4,22 km².

## Historie
První písemná zmínka o vesnici pochází z roku 1115.

## Obyvatelstvo
| Rok            | 1869 | 1880 | 1890 | 1900 | 1910 | 1921 | 1930 | 1950 | 1961 | 1970 | 1980 | 1991 | 2001 | 2011 | 2021 |
| -------------- | ---- | ---- | ---- | ---- | ---- | ---- | ---- | ---- | ---- | ---- | ---- | ---- | ---- | ---- | ---- |
| Počet obyvatel | 256  | 264  | 226  | 227  | 216  | 208  | 178  | 150  | 149  | 98   | 69   | 48   | 42   | 54   | 66   |
| Počet domů     | 39   | 43   | 44   | 40   | 39   | 39   | 37   | 41   | 41   | 39   | 28   | 20   | 41   | 43   | 45   |

## Obecní správa
Při sčítání lidu v letech 1850–1975 Nechanice byly samostatnou obcí, se kterým patřily nejprve do okresu Plzeň, ale v roce 1950 v okrese Blovice a od roku 1960 v okrese Plzeň-jih. Od 1. ledna 1976 jsou částí obce Nové Mitrovice v okrese Plzeň-jih.